# جو جاست
جو جاست (بالإنجليزية: Joe Just)‏ هو لاعب كرة قاعدة أمريكي، ولد في 8 يناير 1916 في ميلواكي في الولايات المتحدة، وتوفي في 22 نوفمبر 2003.

## وصلات خارجية
- جو جاست على موقعبيزبول رفرنس.كوم (الدوري الرئيسي) (الإنجليزية)
- جو جاست على موقعبيزبول رفرنس.كوم (الدوري الثانوي) (الإنجليزية)